# 特依順
特依順（?—1849年），他塔喇氏，滿洲正藍旗人，福州駐防。累遷協領。道光十三年（1833年），從平臺灣張丙起事，擢荊州副都統。歷騰越鎮總兵、密雲副都統、寧夏將軍。二十一年，予都統銜，授參贊大臣，督師廣東。不久，改赴浙江辦理軍務，駐守省城，先署任杭州將軍，後實授。乍浦失陷後革職留任。中英和議達成後，負責籌辦浙江善後事宜。二十六年，調烏里雅蘇台將軍。二十九年，卒。